# Підкорення (спорт)

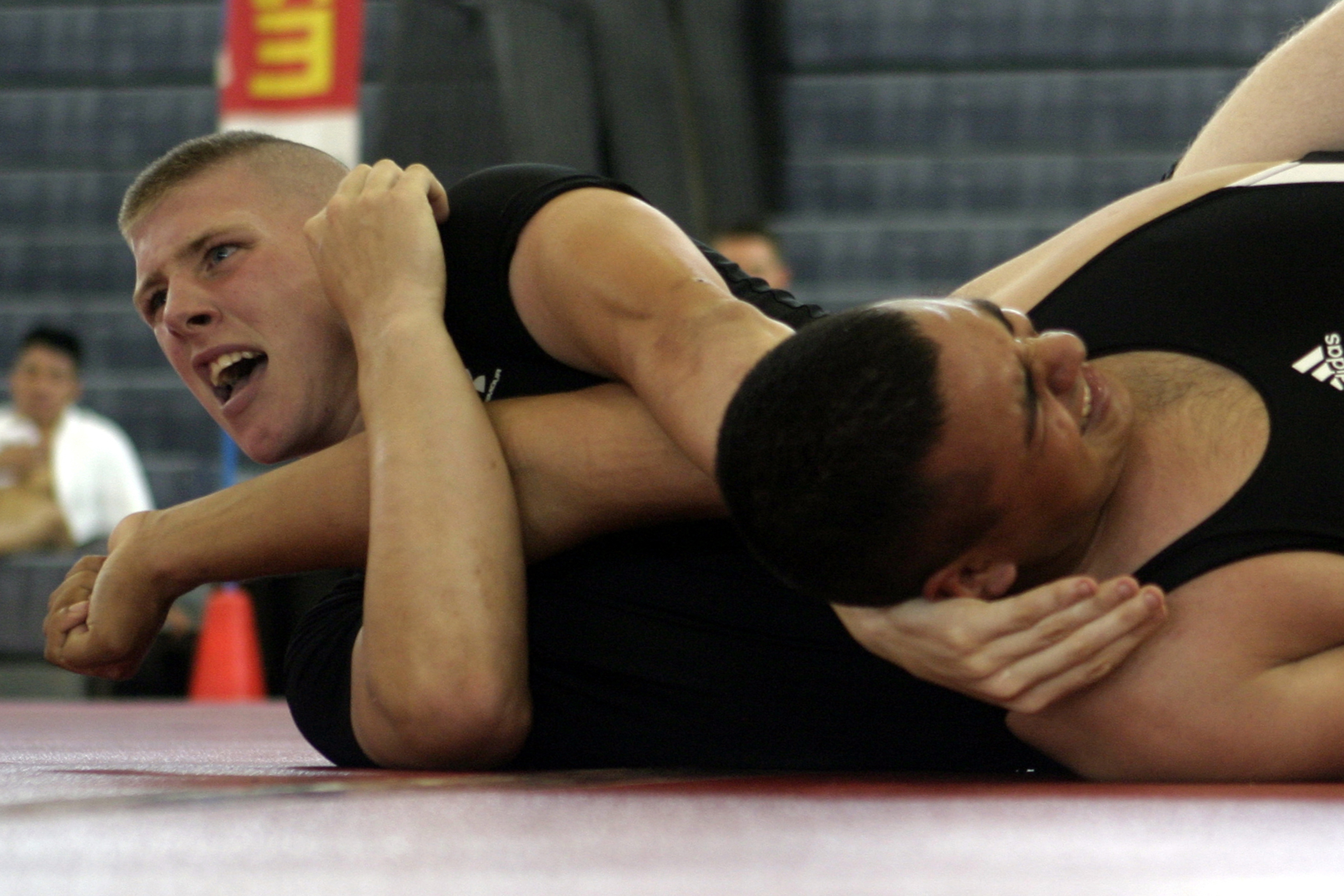
Змагання з грепплінгу: підкорення больовим прийомом.

Підкорення (англ. submission) — один із способів завершення бійцівського поєдинку в спорті. Підкорення як процес характеризується проведенням наступальної дії одним із суперників по відношенню до іншого в стійці або партері. Підкорення як доконаний факт характеризується втратою спортсменом здатності продовжувати поєдинок і може бути досягнуте одним із наступних способів:
- Здача — це свідома дія спортсмена, яка передбачає припинення змагання в односторонньому порядку і визнання першості суперника. Причиною такої дії може бути активність суперника (завдавання ударів, проведення больових та/або задушливих прийомів), фізична та/або психологічна втома, а також інші фактори.
- Технічне підкорення — це втрата спортсменом здатності продовжувати змагання через причину технічного характеру: отримання травми або втрата свідомості в процесі проведення суперником больового та/або задушливого прийому.

Технічним підкоренням може вважатися тільки втрата свідомості або травма, отримана в процесі проведення больового та/або задушливого прийому. Втрата свідомості або травма, отримана в процесі обміну ударами, в боротьбі чи іншим чином, класифікується як нокаут (технічний нокаут).

## Приклади
| Бій                                       | Рефері         | Ситуація | Результат змагання                               |
| ----------------------------------------- | -------------- | --- | ------------------------------------------------ |
| Антоніу Родріґу Ноґейра — Мірко Філіпович | Юдзі Шимада    | Ноґейра проводить больовий прийом на руку Філіповича і в процесі виконання прийому Філіпович, що переживає больові відчуття, подає вільною рукою сигнал про здачу. Рефері констатує здачу і припиняє змагання. | Перемога Ноґейри підкоренням суперника.          |
| Тім Сильвія — Френк Мір                   | Герберт Дін    | Мір проводить больовий прийом на руку Сильвії і в процесі виконання прийому ламає йому руку. Через відсутність здачі рефері констатує технічне підкорення.                                                     | Перемога Міра технічним підкоренням суперника.   |
| Ренді Кутюр — Марк Колмен                 | Стів Мазаґатті | Кутюр проводить задушливий прийом і в процесі виконання Колмен втрачає свідомість. Через відсутність здачі рефері констатує технічне підкорення.                                                               | Перемога Кутюра технічним підкоренням суперника. |